# Wladislaw Petrowitsch Scherstjuk
Wladislaw Petrowitsch Scherstjuk (russisch Владислав Петрович Шерстюк; * 16. Oktober 1940 in Nowoplastunowskaja, Pawlowski Distrikt, Region Krasnodar, UdSSR) ist ein ehemaliger Direktor des Federalnoje Agentstwo Prawitelstwennoi Swjasi i Informazii (FAPSI).
Scherstjuk hat sein Diplom im Jahr 1966 von der Lomonossow-Universität Moskau in Physik erhalten. Anschließend war der Absolvent zum KGB gegangen und studierte an der Höheren Schule des KGB der UdSSR ein postgraduales Studium, welches er 1972 abschloss. Zwischen 1995 und 1998 leitete der nun ehemalige KGB die Hauptverwaltung – Funkelektronische Informationsgewinnung durch Aufklärung/zivile Funkaufküberwachung beim FAPSI. Vom Dezember 1998 bis Mai 1999 war Scherstjuk Direktor des FAPSI. Von Mai 1999 bis Mai 2004 war er Erster Stellvertretender Sekretär des Sicherheitsrats der Russischen Föderation. Seit 2004 ist er Assistierender Sekretär der Sicherheitsrats.
Scherstjuk ist verheiratet und hat einen Sohn.